# Dirndl

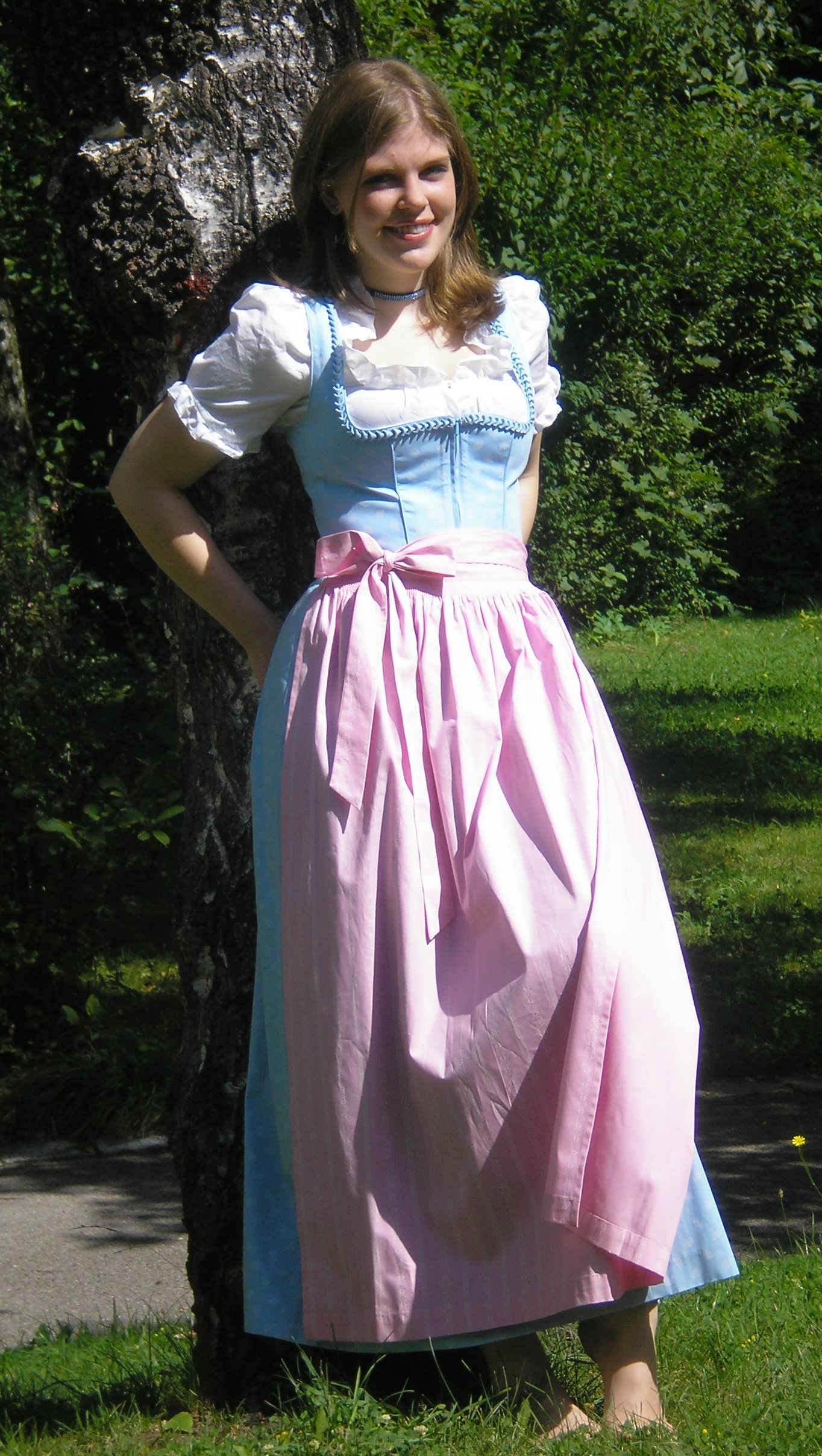
Una giovane donna indossa il Dirndl.

Il Dirndl è un abito tradizionale ispirato al costume tradizionale delle classi elevate, diffuso nella parte meridionale della Germania, in Austria, nella Svizzera di lingua tedesca e in Italia, in Trentino - Alto Adige, a Gorizia e nella Valcanale friulana. I vestiti ispirati al Dirndl sono conosciuti come Landhausmode.

## Nome
Nel dialetto nel sud della Germania, con il termine Dirndl originariamente si faceva riferimento ad una giovane donna, o ad una ragazza, mentre Dirndlkleid indicava l'abito. Attualmente, Dirndl viene utilizzato indifferentemente per indicare entrambe le cose.

## Descrizione
Il Dirndl consiste in una guêpière, una blusa, un'ampia gonna e un grembiule, a cui spesso vengono associati alcuni accessori, come sciarpe o gilet. Nonostante l'aspetto di un abito semplice, un Dirndl realizzato in ogni sua parte può essere anche molto costoso.
Essendo originariamente realizzato con tinte naturali, il Dirndl tradizionale era tipicamente di colori pastello o comunque molto chiari nella sua versione primaverile-estiva, mentre di colori scuri nella sua versione invernale. Oggi, grazie alle tinte artificiali, sono diventati molto popolari Dirndl di colori sgargianti e vivaci.

## Storia

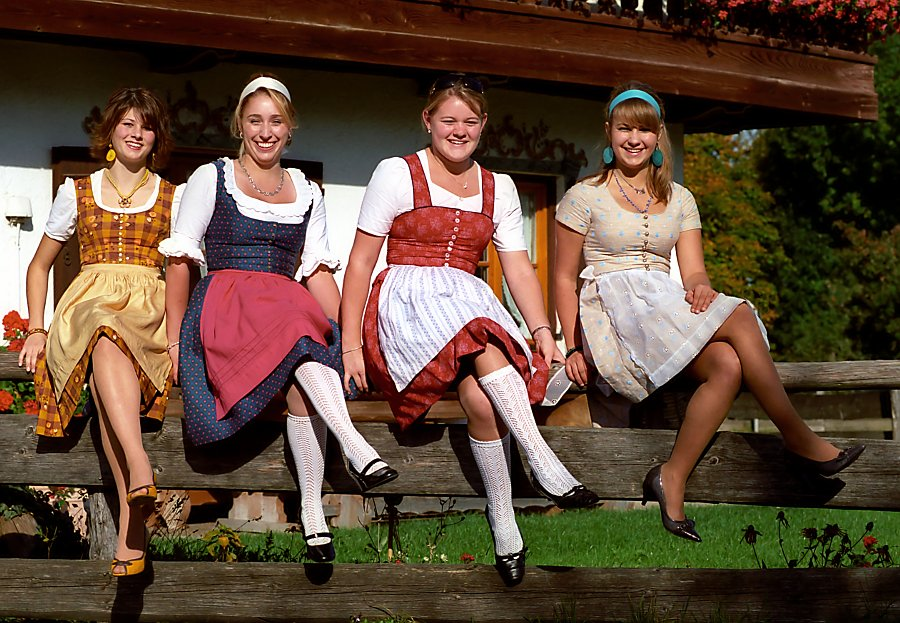
Esempio di diversi Dirndl degli anni Settanta

Il Dirndl nasce come uniforme delle serve austriache nel XIX secolo. Forme meno elaborate e più spartane dell'abito venivano utilizzate anche come abito da lavoro. Fu adottato come abito delle classi abbienti austriache soltanto intorno al 1870, diventando di fatto un abito di alta moda per le donne dell'epoca.
Attualmente il Dirndl viene utilizzato in occasioni formali e durante alcuni eventi legati alla tradizione, specialmente in Austria, Germania, Baviera, nei territori del Tirolo storico e in Valcanale. Molte giovani donne indossano versioni del Dirndl, spesso più appariscenti dell'originale o poco rispettosi della tradizione, anche durante l'Oktoberfest a Monaco, ed in feste simili.